# Белон (Манш)
Белон (фр. Beslon) насеље је и општина у северној Француској у региону Доња Нормандија, у департману Манш која припада префектури Сен Ло.
По подацима из 2011. године у општини је живело 538 становника, а густина насељености је износила 31,21 становника/km². Општина се простире на површини од 17,24 km². Налази се на средњој надморској висини од 166 метара (максималној 237 m, а минималној 118 m).

## Демографија
| 1962. | 1968. | 1975. | 1982. | 1990. | 1999. | 2011. |
| ----- | ----- | ----- | ----- | ----- | ----- | ----- |
| 557   | 609   | 560   | 507   | 500   | 498   | 538   |

График промене броја становника у току последњих година